# 機会費用
機会費用（きかいひよう、英: opportunity cost）とは、時間の使用・消費の有益性・効率性にまつわる経済学上の概念であり、ある経済行為を選択することによって失われる、他の経済活動の機会のうちの最大収益をさす経済学上の概念。最大利益を生む選択肢以外を選択する場合、その本来あり得た利益差の分を取り損ねていることになるので、その潜在的な損失分を他の選択肢を選ぶ上での費用 (cost) と表現している。
会計学上では、ある意思決定をしたために行えなかった投資機会のうち、得ることができなかった最大の利益額のことである。
似た概念として、機会損失 (opportunity loss) があるが、機会費用 (opportunity cost) が「ある選択を実行する」（ことで他の選択が実行できなかった）ことで生じる・生じた架空の費用・損失 (loss) を表現する積極的概念なのに対し、機会損失は単に（ある行為を）「実行できなかった・実行し損ねた（やり損ねた）」ことで生じる・生じた架空の損失を表現する消極的概念であり、ややニュアンスが異なる。
会計学上では、最善の意思決定をしなかったために失った利益額のことである。
法学における類似概念として、逸失利益があるが、こちらも機会費用よりは機会損失に近い概念である。

## 概要
機会費用は、希少性（使いたい量に対して使える量が少ないこと）によって迫られる選択に際して生じる。「そのことをすると、他のことがどれだけ犠牲になるか」計算するものを機会費用（機会コスト）と呼ぶ。つまり、一つのことをすると、もう一つのことをするチャンスがなくなることである。機会費用の概念の応用としては、比較優位があり、相手より少ない機会費用を有することを意味する。この比較優位を有する財の生産に特化すること（分業）で、全体的なアウトプットを増大させることができる。

## 経済学上の費用
例えば、大学進学の機会費用とは、進学せずに就学期間中働いていたら得られたと考えられる利益である。大学進学の場合、会計上あらわれる費用は、大学進学のための学費などで、就学期間中働いていたら得られたと考えられる利益は会計学上は費用には入らない。しかし、経済学上の費用とは、会計学上の費用に機会費用を足したものとなる。通常、経済学において合理的な行動とは、会計学上の費用ではなく経済学上の費用にもとづいたものと考えられている。
時間に対する機会費用がゼロでない限り、なにかしらの費用が発生する。時間の機会費用が高い人は、割引のために列に並んだりはしない。時間当たりの機会費用が小さい人は、通常価格では買わないことが多い。
ベンジャミン・フランクリンは、「時間は貨幣」すなわち「時は金なり」という格言で、経済学のいう機会費用の考え方を表現している。
たとえば、100万円儲かったとき、別のやり方なら150万円儲かったというとき、50万円が機会費用である。

## その他の実例
例えば、ネットワーク商法などで会員をあつめる場合、「サイドビジネスで月に何万円収入が増えるから、儲かります」という売り文句がつかわれる。しかしサイドビジネスにおいて、会計学上の収支として「儲け」が出たとしても、機会費用を考慮した経済学上の費用においても「儲け」が出るかどうかは別の問題である。
もし、経済学上の費用においては、サイドビジネスに時間がとられるのなら、その間の労働の機会費用を考慮にいれなければならない。もし、時給計算で就業可能な別のアルバイトよりもサイドビジネスが劣っているとすれば、サイドビジネスによる収入増加は労働による機会費用をかならず下回る。
また、本業のほうで疲労した後に時間を割くから余暇は希少になり、余暇の価値はサイドビジネスをしない場合より大きくなるだろう。もし、この犠牲となる余暇の価値をこえる収入がサイドビジネスによってもたらされないのならば、サイドビジネスは経済学上の収支としては損である。
この場合、個人の選択として合理的なのは、セールストークの会計学上の費用にもとづいて行動することではなく、経済学上の費用にもとづいて行動することである。このことは、合理的な選択にあたっては機会費用を考慮に入れる必要があることを示している。